# Michaela Pfundmair
Michaela Pfundmair (* 1984 in Aichach) ist eine deutsche Psychologin und seit 2019 Professorin für Nachrichtendienst-Psychologie am Fachbereich Nachrichtendienste der Hochschule des Bundes für öffentliche Verwaltung in Berlin.

## Leben und Wirken
Pfundmair studierte 2005 bis 2010 an der Paris-Lodron-Universität in Salzburg das Fach Psychologie. In den Folgejahren arbeitete sie als wissenschaftliche Mitarbeiterin an der Ludwig-Maximilians-Universität München am Lehrstuhl Sozialpsychologie unter Dieter Frey. Parallel unterrichtete sie studierende Offiziere und Offizieranwärter an der Universität der Bundeswehr München in Sozialpsychologie, lehrte Psychologie an der Universität Augsburg und war an der DePaul University in Chicago tätig.
2013 promovierte sie an der Ludwig-Maximilians-Universität München zum Thema „Einfluss des Selbst auf psychische, physische und behaviorale Reaktionen nach sozialer Exkludierung“. 2015 habilitierte sich Pfundmair mit einer Schrift mit dem Titel „Psychologische Effekte sozialer Exkludierung und des Hormons Oxytocin“.
Von 2015 bis 2019 vertrat Pfundmair Professuren für Sozialpsychologie an der Ludwig-Maximilians-Universität München, der Universität Klagenfurt und der Universität Ulm. 2019 nahm sie den Ruf auf eine Professur für Nachrichtendienstpsychologie an der Hochschule des Bundes für öffentliche Verwaltung in Berlin an.
Pfundmair war und ist als rechtspsychologische Gutachterin für Gerichte und Staatsanwaltschaften tätig. Sie ist Supervisorin und Prüferin für die Weiterbildung zum Fachpsychologen für Rechtspsychologie BDP/DGPs. Seit Ende 2019 ist Pfundmair zudem Vorsitzende der Sektion Rechtspsychologie im Berufsverband Deutscher Psychologinnen und Psychologen.

## Wissenschaftliche Schwerpunkte
Pfundmair befasste sich zu Beginn ihrer wissenschaftlichen Laufbahn intensiv mit den psychologischen Auswirkungen des Neuromodulators und Hormons Oxytocin. Hier zeigte sie beispielsweise, dass Menschen unter Oxytocin schlechter Lügen erkennen können, vor allem dann, wenn sie mit Personen des anderen Geschlechts interagieren. Zudem beschäftigte sie sich mit interkulturellen Unterschieden im menschlichen Erleben und Verhalten. Eine wesentliche Erkenntnis dieser Arbeiten war, dass sich Menschen aus individualistischen Kulturen wie den USA oder Deutschland durch Erlebnisse sozialer Ausgrenzung persönlich bedrohter fühlen als Menschen aus kollektivistischen Kulturen wie China oder der Türkei.
In der jüngeren Vergangenheit richtete sich der Fokus ihrer Forschung auf Auswirkungen sozialer Exklusion und psychologische Mechanismen terroristischer Radikalisierung. In experimentellen Untersuchungen fand sie beispielsweise, dass Personen, die nur kurzzeitig ausgegrenzt wurden, ihre eigene Gruppe moralisch überhöhten und Bereitschaft demonstrierten, für diese zu kämpfen und zu sterben. Soziale Exklusion führte auch unabhängig von der Eigengruppe zu einer erhöhten Anfälligkeit für radikales Gedankengut.

## Auszeichnungen
- 2011: Marie Andeßner-Preis für Nachwuchswissenschaftlerinnen[7]
- 2015: Therese-von-Bayern-Preis für herausragende Forscherinnen[8]
- 2017: Max Weber-Preis für herausragende Forschungsleistungen der Bayerischen Akademie für Wissenschaften[9]
- 2022: Deutschlands „Top 40 unter 40“ des Magazins Capital[10]

## Schriften (Auswahl)
- Michaela Pfundmair: Psychologie bei Gericht. Springer, 2020, ISBN 978-3-662-61795-3.
- Michaela Pfundmair, Elena Aßmann, Benjamin Kiver, Maximilian Penzkofer, Amelie Scheuermeyer, Larissa Sust, Holger Schmidt: Pathways toward Jihadism in Western Europe: An empirical exploration of a comprehensive model of terrorist radicalization. In: Terrorism and Political Violence. 2022, doi:10.1080/09546553.2019.1663828
- Michaela Pfundmair, Luisa A. M. Mahr: Regaining power: How feelings of exclusion during COVID-19 are associated with radicalism among critics of containment policies. In: Frontiers in Psychology. 2022, doi:10.3389/fpsyg.2022.952760
- Michaela Pfundmair, Natasha R. Wood, Andrew Hales, Eric D. Wesselmann: How social exclusion makes radicalism flourish: A review of empirical evidence. In: Journal of Social Issues. 2022, doi:10.1111/josi.12520